# Alfred Beck
Alfred Beck (Immelborn, 12 aprile 1925 – 28 settembre 1994) è stato un allenatore di calcio e calciatore tedesco, di ruolo attaccante.